# خورخي ريفيرا لوبيز
خورخي ريفيرا لوبيز (بالإسبانية: Jorge Rivera López)‏ هو ممثل أرجنتيني، ولد في 19 مارس 1934 في بوينس آيرس في الأرجنتين.

## أعمال

### أفلام
- (1994) عن الحب والظلال

## وصلات خارجية
- خورخي ريفيرا لوبيز على موقع IMDb (الإنجليزية)
- خورخي ريفيرا لوبيز على موقع أول موفي (الإنجليزية)
- خورخي ريفيرا لوبيز على موقع قاعدة بيانات الفيلم (الإنجليزية)